# Ludvík César, hrabě z Vexin
Ludvík César de Bourbon (20. června 1672 – 10. ledna 1683) byl nelegitimním potomkem francouzského krále Ludvíka XIV. a jeho oficiálně přiznané milenky Madame de Montespan. Po narození mu byl přidělen titul hraběte z Vexin. Dále byl opatem Saint-Denis a Saint-Germain-des-Prés.

## Narození
Ludvík César se narodil v zámku du Génitoy a byl druhým synem krále Ludvíka XIV., kterého zplodil se svou oficiální milenkou Madame de Montespan. Byl pojmenován po Juliovi Césarovi, stejně jako jeho starší bratr Ludvík Augustus byl pojmenován po císaři Augustovi a později narozený mladší bratr po Alexandrovi Velikém.
Ludvík César se narodil v době, kdy francouzský královský dvůr truchlil po smrti princezny Marie Terezy, které zemřela v březnu 1672.

## Výchova
Ludvík César vyrůstal spolu se svým starším bratrem Ludvíkem Augustem v domě rue de Vaugirad v Paříži, kde se o ně starala Madame de Maintenon, budoucí tajná manželka jejich otce. Tento dům zřídil král Ludvík XIV. speciálně pro výchovu svých nemanželských potomků. Následujícího roku se k nim do domu přidala sestra Luisa Františka.
Madame de Maintenon byla velmi spjata s Ludvíkem Augustem, s ostatními dětmi si příliš nerozuměla. Dne 19. prosince 1673 se Ludvík XIV. oficiálně přihlásil k otcovství dětí, které porodila Mademe de Montespan a byl podpořen parlamentem. Děti tak byly legitimizovány a směly užívat šlechtické tituly a příjmení Bourbon.
Mezi lety 1677 a 1678 se k nim připojili další dva sourozenci - Františka Marie, narozená v květnu 1677 a Ludvík Alexandr, narozený o měsíc později.

## Zdravotní problémy
Ludvík César měl od narození křivou páteř, následně kvůli tomu kulhal. Jeho otec jej zbožňoval a rozhodl se, že Ludvíka věnuje církvi. Sám jej jmenoval opatem Saint-Denis a katedrály Saint-Germain-des-Prés, kde již od 7. století byli pochováváni francouzští králové.
Jelikož byl Ludvík příliš mladým opatem, nemohl se starat o majetky a podepisovat důležité dokumenty, na starost tak tento úkol dostala jeho opatrovatelka Madame de Maintenon. V roce 1674 přibyla do rodiny další sestra, Luisa Marie Anna. Ta po své legitimizaci o dva roky později získala titul Madamoiselle de Tours.
Doktoři se snažili Ludvíku Césarovi pomoct, při krutých způsobech léčby však selhali. Celkový stav Ludvíka se po roce 1675 zhoršil. Od té doby se o něj staraly jen jeho matka spolu se sestrou. Nikdy se nemohl stát silným potomkem krále.
V roce 1678 se předpokládalo, že brzy Ludvík zemře. Doktoři se opět pokoušeli jej vyléčit, místo toho jej však jen udržovali při bolestném životě. Jeho stav byl tak špatný, že byl jen upoután celé dny na lůžko.

## Smrt
Ludvík César zemřel v Paříži dne 10. ledna 1683 ve věku pouhých 10 let. Byl pochován na hřbitově Saint-Germain-des-Prés, tedy na pohřebišti králů. O šest měsíců později zemřela i královna Marie Tereza.